# Даль Барба, Даниэль Пио
Даниэль Пио даль Барба (итал. Daniel Pio Dal Barba, 5 мая 1715, Верона — 26 июля 1801, Верона) — итальянский композитор, скрипач, певец и поэт, яркий представитель веронской школы. Даниэль Барба был четвёртым ребёнком в семье трактирщика и добился местной известности в районе Венето. В 1744 году с умеренным успехом состоялась премьера его оперы «Тигран», и в течение следующих нескольких лет он выступал на сцене как тенор.

## Избранные записи
- Messa da Morto breve (Реквием), Coro Istituzione Armonica, Ансамбль Il Narvalo, Альберто Турко 2022
- Сонаты для скрипки — Валерио Лосито, Федерико Дель Сордо, Диего Леверич, Сесилия Меди, Андреа Латтаруло, Карло Калегари. Erscheinungsdatum: 28. 12. 2022 г.